# Волевач Костянтин Омелянович
Костянтин Омелянович Волевач (21 травня 1899, місто Остер Чернігівської губернії, тепер Чернігівського району Чернігівської області — розстріляний 20 вересня 1937, місто Сталіно, тепер Донецьк) — радянський діяч, голова Луганської міської ради, перший прокурор Донецької області. Член ВУЦВК.

## Життєпис
Працював вчителем.
Член РКП(б) з 1919 року.
У 1928 році — прокурор Сумської округи. 
У 1929—1930 роках — прокурор Луганської округи. 
5 серпня 1932 — січень 1934 року — перший прокурор Донецької області.
З 5 жовтня 1933 до серпня 1934 року — голова Луганської міської ради Донецької області.
До липня 1937 року працював завідувачем Донецького обласного відділу комунального господарства.
14 липня 1937 року заарештований органами УНКВС по Донецькій області. З серпня 1937 року виключений із партії. 25 серпня 1937 року занесений в «сталінський розстрільний список». 19 вересня 1937 року засуджений виїзною сесією Воєнної колегії Верховного суду СРСР «за участь в антирадянській терористичній організації правих» до страти. 20 вересня 1937 року розстріляний у в'язниці міста Сталіно. 
29 вересня 1956 року посмертно реабілітований постановою Воєнної колегії Верховного суду СРСР.